# Tórshavni városkörnyék község
Tórshavni városkörnyék község (feröeriül: Tórshavnar uttanbíggja kommuna vagy Tórshavnar uttanbíggja sóknar kommuna) egy megszűnt község Feröeren. Streymoy déli részén, Tórshavn környékén helyezkedett el.

## Történelem
A község 1930-ban jött létre, amikor Suðurstreymoy egyházközség szétvált négy részre.
1978-ban Hoyvík és Hvítanes átkerült Tórshavn községhez, a megmaradt három település pedig új néven, Argir községként működött tovább, ezzel a Tórshavni városkörnyék község megszűnt.

## Önkormányzat és közigazgatás

### Települések
| Település             | Mióta a község része | Előző község               | Meddig a község része | Következő község | Megjegyzés |
| --------------------- | -------------------- | -------------------------- | --------------------- | ---------------- | ---------- |
| Argir                 | 1930                 | Suðurstreymoy egyházközség | 1978                  | Argir község     |            |
| Hoyvík                | 1930                 | Suðurstreymoy egyházközség | 1978                  | Tórshavn község  |            |
| Hvítanes              | 1930                 | Suðurstreymoy egyházközség | 1978                  | Tórshavn község  |            |
| Norðradalur           | 1930                 | Suðurstreymoy egyházközség | 1978                  | Argir község     |            |
| Syðradalur (Streymoy) | 1930                 | Suðurstreymoy egyházközség | 1978                  | Argir község     |            |